# داویت (فیلم ۱۹۷۹)
داویت (به آلمانی: David) فیلمی محصول آلمان غربی به کارگردانی پیتر لیلینتال است که در سال ۱۹۷۹ منتشر شد. این فیلم برنده خرس طلایی از جشنواره بین‌المللی فیلم برلین شده است.